# Special Olympics Litauen
Special Olympics Litauen (litauisch: Lietuvos Specialiosios Olimpiados Komitetas, englisch: Special Olympics Lithuania) ist der litauische Verband von Special Olympics International. Sein Ziel ist die Förderung von Sport für Menschen mit geistiger Beeinträchtigung und die Sensibilisierung der Gesellschaft für diese Mitmenschen. Außerdem betreut er die litauischen Athletinnen und Athleten bei den Special Olympics Wettkämpfen.

## Geschichte
Special Olympics Litauen wurde 1989 mit Sitz in Kaunas gegründet.

## Aktivitäten
2020 waren 3.880 Athletinnen, Athleten und Unified Partner sowie 142 Trainer bei Special Olympics Litauen registriert.
Der Verband nahm 2020 an den Programmen Law Enforcement Torch Run (LETR), Athlete Leadership, Young Athletes, Unified Schools, Unified Champion Schools und Unified Sports teil, die von Special Olympics International ins Leben gerufen worden waren.

### Sportarten
Folgende Sportarten wurden 2020 vom Verband angeboten:
Aerobics
Alpine Skiing
Athletics
Badminton
Basketball
Bocce
Bowling
Cross Country Skiing
Floor Hockey
Floorball
Football
Futsal
Gymnastics Rhythmic
Kayaking
Power Lifting
Snowshoeing
Swimming
Table Tennis
Volleyball
- Aerobic
- Badminton (Special Olympics)
- Basketball (Special Olympics)
- Boccia (Special Olympics)
- Bowling (Special Olympics)
- Floorball
- Floorhockey
- Futsal (Special Olympics)
- Fußball (Special Olympics)
- Kanusport (Special Olympics)
- Kraftdreikampf (Special Olympics)
- Leichtathletik (Special Olympics)
- Rhythmische Sportgymnastik (Special Olympics)
- Schneeschuhlaufen (Special Olympics)
- Ski Alpin (Special Olympics)
- Skilanglauf (Special Olympics)
- Schwimmen (Special Olympics)
- Tischtennis (Special Olympics)
- Volleyball (Special Olympics)

### Teilnahme an Weltspielen vor 2020
(Quelle: )
• 2007 Special Olympics World Summer Games, Shanghai, China (8 Athletinnen und Athleten)
• 2009 Special Olympics World Winter Games, Boise, USA (6 Athletinnen und Athleten)
• 2011 Special Olympics World Summer Games, Athen (12 Athletinnen und Athleten)
8
• 2013 Special Olympics World Winter Games, PyeongChang, Südkorea (Athletinnen und Athleten)
• 2015 Special Olympics World Summer Games, Los Angeles, USA (13 Athletinnen und Athleten)
• 2017 Special Olympics World Winter Games, Graz-Schladming-Ramsau, Österreich (28 Athletinnen und Athleten)
• 2019 Special Olympics, World Summer Games, Abu Dhabi (26 Athletinnen und Athleten)

### Teilnahme an den Special Olympics World Summer Games 2023 in Berlin
Special Olympics Litauen nahm an den Special Olympics World Summer Games 2023 teil. Die 60-köpfige Delegation wurde vor den Spielen im Rahmen des Host Town Program von Chemnitz betreut. Das Team gewann bei diesen Weltspielen 22 Gold-, 11 Silber- und 4 Bronzemedaillen.

### Teilnahme an Weltspielen nach 2023
- 2025 Special Olympics World Winter Games, Turin, Italien (11 Athletinnen und Athleten)[5]